# Stilobezzia varia
Stilobezzia varia är en tvåvingeart som beskrevs av Ingram och John William Scott Macfie 1931. Stilobezzia varia ingår i släktet Stilobezzia och familjen svidknott. Inga underarter finns listade i Catalogue of Life.